# Femme (film)
Femme è un film del 2023 scritto e diretto da Sam H. Freeman e Ng Choon Ping.
La pellicola è l'adattamento cinematografico dell'omonimo cortometraggio del 2021 diretto dagli stessi Freeman e Ping.

## Trama
La drag queen Jules si esibisce con successo a Londra nei panni di Aphrodite Banks. Una sera subisce una violenta aggressione omofoba dopo un'esibizione, ma anche dopo che le ferite sono guarite, il trauma continua a perseguitarlo, rovinando la sua carriera e vita privata. Quando qualche tempo dopo incontra Preston, uno dei suoi aggressori, in una sauna gay decide di vendicarsi.

## Produzione
Nel maggio 2022 è stato annunciato che Freeman e Ping avrebbe diretto una versione cinematografica del loro cortometraggio del 2021, con Nathan Stewart-Jarrett e George Mackay nei ruoli precedentementi interpretati da Paapa Essiedu e Harris Dickinson.
Le riprese principali sono avvenute a Londra nell'estate 2022.

## Promozione
Il primo teaser del film è stato pubblicato il 19 febbraio 2023, mentre il primo trailer ufficiale è stato distribuito il 17 ottobre dello stesso anno.

## Distribuzione
Il film è stato presentato in anteprima mondiale il 19 febbraio 2023 in occasione del Festival di Berlino 2023, in cui la pellicola era in concorso nella sezione Panorama. Successivamente è stato distribuito nelle sale britanniche i 1º dicembre 2023.

## Riconoscimenti
- 2023 – Festival internazionale del cinema di Berlino
  - In concorso per il Teddy Award
- 2023 – British Independent Film Award
  - Miglior interpretazione condivisa a Nathan Stewart-Jarrett e George MacKay
  - Migliori costumi a Buki Ebiesuwa
  - Miglior trucco e acconciature a Marie Deehan
  - Candidatura per il miglior film indipendente
  - Candidatura per il miglior regista a Sam H. Freeman e Ng Choon Ping
  - Candidatura per la miglior sceneggiatura a Sam H. Freeman e Ng Choon Ping
  - Candidatura per la miglior fotografia a James Rhodes
  - Candidatura per la miglior colonna sonora a Adam Janota Bzowski
  - Candidatura per la miglior direzione musicale a Ciara Elwis
  - Candidatura per il miglior debutto alla regia a Sam H. Freeman e Ng Choon Ping
  - Candidatura per il miglior debutto alla sceneggiatura a Sam H. Freeman e Ng Choon Ping